# Mistrzostwa Azji w Zapasach 1989
Mistrzostwa Azji w zapasach w 1989 roku rozegrano od 30 czerwca do 2 lipca w japońskim Ōarai Ibaraki.

## Tabela medalowa
|    | Państwo          |   |   |   | Razem: |
| -- | ---------------- | - | - | - | ------ |
| 1. | Korea Południowa | 6 | 5 | 4 | 15     |
| 2. | Iran             | 6 | 5 | 3 | 14     |
| 3. | Japonia          | 4 | 4 | 5 | 13     |
| 4. | Mongolia         | 3 | 1 | 2 | 6      |
| 5. | Korea Północna   | 0 | 3 | 0 | 3      |
| 6. | Pakistan         | 0 | 2 | 0 | 2      |
| 7. | Irak             | 0 | 1 | 1 | 2      |
| 8. | Chiny            | 0 | 0 | 3 | 3      |
| 9. | Indie            | 0 | 0 | 2 | 2      |

## Wyniki

### styl wolny
| Waga   | Złoto:                    | Srebro:               | Brąz:                   |
| 48 kg  | Chodognamuugiin Batbadral | Kim Sun-chol          | Kim Jong-shin           |
| 52 kg  | Madżid Torkan             | Kim Myong-soo         | Jagdeep Singh           |
| 57 kg  | No Gyeong-seon            | Askari Mohammadijan   | Ryō Kanehama            |
| 62 kg  | Kazuhito Sakae            | Lee Jung-keun         | Taghi Akbarneżad        |
| 68 kg  | Chenmedechijn Amaraa      | Kōsei Akaishi         | Park Jang-soon          |
| 74 kg  | Behruz Jari               | Kim Kwang-soo         | Lodojn Enchbajar        |
| 82 kg  | Puncagijn Süchbat         | Yu Sang-man           | Hosejn Mohebbi          |
| 90 kg  | Hasan Mohebbi             | Abdul Majeed Maruwala | Chadraabalyn Byambadorj |
| 100 kg | Mohammad Reza Tupczi      | Shahid Pervaiz Butt   | Subhash Verma           |
| 130 kg | Ali Reza Solejmani        | Aduuchiin Baatarkhüü  | Hiroyuki Obata          |

### styl klasyczny
| Waga   | Złoto:             | Srebro:               | Brąz:               |
| 48 kg  | Nie przyznano      | Gwon Deog-yong        | Yang Zhizhong       |
| 48 kg  | Nie przyznano      | Masanori Ōhashi       | Yang Zhizhong       |
| 52 kg  | An Han-bong        | Abdolkarim Kakahadżi  | Shōhei Nakamori     |
| 57 kg  | Kim Jin-won        | Michizō Fujioka       | Ghazi Salah         |
| 62 kg  | Huh Byung-ho       | Hasan Jusefi Afszar   | Shigeki Nishiguchi  |
| 68 kg  | Yasuhiro Ōkubo     | Kim Sung-moon         | Abdollah Czamangoli |
| 74 kg  | Park Myung-suk     | Hiromichi Itō         | Wei Qingkun         |
| 82 kg  | Kim Sang-kyu       | Abdul Rahman Mohammed | Tamotsu Yabiku      |
| 90 kg  | Yasutoshi Moriyama | Hasan Babak           | Ueon Jin-han        |
| 100 kg | Tsutomu Kondō      | Mohammad Naderi       | Yoo Young-tai       |
| 130 kg | Ali Reza Lorestani | Kim Dae-kwan          | Tian Lei            |